# Охорона пралісів в Україні
Охоро́на пра́лісів в Украї́ні — сукупність заходів зі збереження та раціонального використання тих українських лісів, які не зазнали впливу людини. 
До пралісів, або перестійних лісів, відносять лише такі ділянки лісової рослинності, чий деревостан за всю історію свого існування не був змінений жодним людським втручанням, при цьому їхня площа має становити не менш ніж 20 га. У Європі праліси складають 0,02 % площі усіх лісів, в Україні — 0,24 %. Як правило, праліси складені такими породами дерев як дуб, гірська сосна, ялиця, ялина, ясен, бук, зелена вільха тощо. Зайнята ними площа в Українських Карпатах дорівнює приблизно 60 тис. га. Окрім Карпат праліси існують в Криму і на Поліссі.

## Загрози
Природному відновленню пралісів часто загрожують будівництво туристичної інфраструктури і доріг, пожежі, випасання овець і великої рогатої худоби, вело- і мотоперегони, збирання сушняку, заготівля лікарської сировини. Проте головною сучасною загрозою для пралісів є вирубування
Через те, що одним з ключових критеріїв визначення пралісів є повна відсутність в них будь-яких рубок лісу, то кожна рубка автоматично виводить праліси з цієї категорії, що означає їх неповоротну втрату.

## Заходи охорони
Про охорону пралісів говориться у ряді міжнародних документів. Так, Рамкова конвенція по захисту і стійкому розвитку Карпат (п. 7.5) говорить про необхідність охорони первісних лісів, Всеєвропейська стратегія збереження біологічної і ландшафтної різноманітності (п. 9.1. і 9.2.) закликає до 100%-ї охорони пралісів. Праліси Карпатського біосферного заповідника і Ужанского національного парку належать (з 2007, 2011 рр.) до об'єкту природної спадщини ЮНЕСКО «Букові праліси Карпат і старі букові ліси Німеччини».
Проте ці міжнародні документи декларативні з юридичної точки зору і мають переважно ідеологічно-пропагандистське значення. Про їхню неефективність свідчать рубки у Карпатському біосферному заповіднику та Ужанскому національному парку, які перебувають під охороною ЮНЕСКО. Особливо проблематичний захист пралісів і старих лісів у буферній зоні цих природоохоронних установ.
У Закарпатській області 37,7 % пралісів знаходяться на теренах Карпатського біосферного заповідника, 1,9 % — належать іншим об'єктам природно-заповідного фонду і 60,4 % — розташовані в експлуатаційних лісах.
До 2007 року більшість пралісів в експлуатаційних лісах перебувала під охороною старого Лісового кодексу України, оскільки вони належали до лісів 1-ї групи. Цей захист був скасований прийняттям нового Лісового кодексу, який дозволяв усі види рубок головного користування (суцільні, поступові, комбіновані й вибіркові), а також санітарні рубки, під прикриттям яких ведуть комерційну заготівлю деревини. Стаття 85 Лісового кодексу України, в якій сказано про охорону пралісів, є декларативною.
Праліси у комерційних лісах винищують по всій українській частині Карпат. Із загальної площі 15 378,8 га потенційних пралісів, ідентифікованих по лісотаксаційних даних 2008—2011 років, станом на 2014 рік 1512,8 га вирубано, а 2658 га вирубано частково. Тобто 27,3 % пралісів і старовікових лісів втратили свою цінність через рубки. Показово, що в 1997 році лісники Великоберезнянського лісгоспу Закарпатської області вирубали навіть закладені в 1930-х роках чеським професором О. Златником пробні ділянки старовікових №№ 5 і 7 на горі Яворник.
Для захисту пралісів від вирубування їх пропонують включити до природних та біосферних заповідників, національних і регіональних ландшафтних парків, пам'яток природи та заповідних урочищ. Так, 2020 року було створено 4 пралісові пам'ятки природи у Львівській області та 3 пралісові пам'ятки природи в Закарпатській області. 
Проте базовий закон «Про природно-заповідний фонд України» не створює надійного захисту від рубок в об'єктах ПЗФ, а стаття 85 Лісового кодексу України, де сказано про охорону пралісів, є декларативною. Саме ж лісокористування в об'єктах ПЗФ регламентується здебільшого трьома відомчими лісогосподарськими правилами, затвердженими Кабміном України, — Санітарними правилами в лісах України, Правилами поліпшення якісного складу лісів і Порядком спеціального використання лісових ресурсів. Через це у заповідниках, господарських зонах національних парків і регіональних ландшафтних парків дозволені 13 видів рубок і збір мертвої деревини, в зонах регульованої рекреації і буферних зонах національних парків і біосферних заповідників — 11 видів рубок і прибирання мертвої деревини, навіть у природних заповідниках, заповідних урочищах і заповідній зоні національних парків, біосферних заповідників і регіональних ландшафтних парках дозволено розчищення лісу від мертвої деревини і декілька видів рубок. Через недосконалість природоохоронного законодавства особливо страждають праліси, що входять до складу заповідників і заповідних урочищ. Вивчення космічних знімків 10 карпатських заповідників і заповідних урочищ, де є праліси, показало, що за останні 10 років там було вирубано близько 1800 га лісу. Причому у деяких заповідниках рубки складають від 20 % від 10 % лісової площі.
В 2001—2010 роках у господарській зоні Ужанського НПП було вирубано декілька моніторингових ділянок пралісових масивів, — в районі Німецької протоки та в об'єкті Лисковець, закладених на початку 2000-х років професором С. Я. Кондратюком. Неефективна охорона пралісів в різних об'єктах ПЗФ підтверджується багатьма авторами. Тому, якщо українське природоохоронне законодавство істотним чином не буде посилено в області охорони об'єктів ПЗФ від рубок, то включення пралісів в об'єкти ПЗФ не може вважатися ефективним.

## Законодавчі акти щодо лісів
- Закон України «Про внесення змін до деяких законодавчих актів України щодо охорони біорізноманіття», від 9.04.2015 р. № 323 –VIII.
- Санітарні правила в лісах України, затверджено Постановою Кабміну України 27.07.1995 р. № 555.
- Правила поліпшення якісного складу лісів, затверджено Постановою Кабміну України 12.05.2007 р. № 724.
- Порядок спеціального використання лісових ресурсів, затверджено Постановою Кабміну України 23.05.2007 р. № 761.